# محرك نفاث عنفي

المحرك النفاث العنفي (بالإنجليزية: turbojet) هو أقدم أنواع المحرك النفاث الساحب للهواء، يستخدم في الطيران المدني والحربي. ويرجع ابتكاره إلى المهندس البريطاني فرانك ويتل والمهندس الألماني هانس فون أوهاين اللذين ابتكرا تصميمه بدون العلم بعمل بعضهما البعض خلال ثلاثينيات القرن الماضي.
يتكون المحرك النفاث العنفي من مدخل للهواء، وضاغط للهواء، وحجرة احتراق، وعنفة غازية لتدوير ضاغط الهواء، ونفاثة في مؤخرته. يُضغط الهواء في غرفة الاحتراق ويسخن في عملية الاحتراق فيتمدد ويُدير محور العنفة، وتندفع الغازات الساخنة عالية الضغط خارجة من النفاثة وتقوم بتسريع الطائرة.
وتعد المحركات النفاثة العنفية كفيئة عند الطيران بسرعات أقل من 2 ماخ (ضعف سرعة الصوت في الهواء). وتستخدم في الطائرات وفي صواريخ كروز متوسطة المدى لسرعاتها العالية وصغر مدخل الهواء وبساطتها.

## تأريخ

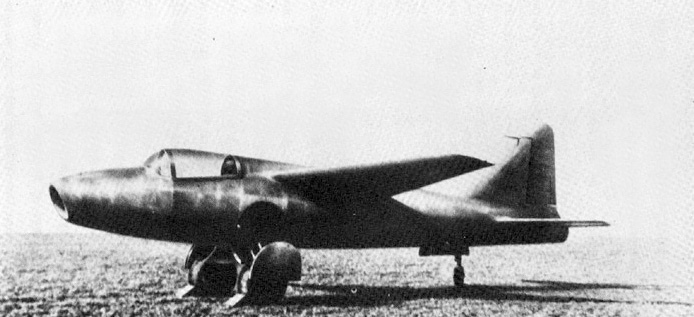
هنكل 178 كانت أول طائرة نفاثة، استخدمت محرك Heinkel HeS 3.

طارت أول طائرة نفاثة وهي هنكل إتش إي 178 في 27 أغسطس 1939.
وكانت أول طائرتان من النوع النفاث العنفي مسرشميت إم إي 262 والطائرة جلوسر متيور التي بدأتا العمل قبل نهاية الحرب العالمية الثانية عام 1944.
وقد استخدم المحرك النفاث العنفي لدفع الطائرات وأيضا في دفع عربات مثل السيارات. يأخذ الهواء ثم يضغطه ضاغط وفي حجرة الاحتراق يخلط الوقود مع الهواء المضغوط ويُشعل. فيعمل الاشتعال على رفع درجة حرارة الغاز ارتفاعا كبيرا. عندئذ تترك غازات الاحتراق حجرة الاشتعال وتتمدد خلال عنفة غازية فتدور وتقوم بدورها بتدوير الضاغط الموجود في المقدمة.
ومع أن تمدد الغاز تخفض من الضغط ودرجة الحرارة الخارجة من العنفة إلا أنهما لا تزال مرتفعتان بالقدر الكافي. ويخرج الغاز الساخن بضغط عال مندفعا خارج النفاث. فإذا كان زخم حركة الغازات الخارجة أكبر من زخم حركة الهواء الممتص في المقدمة، تكون محصلة الزخم موجبة، ويتحرك المحرك إلى الأمام بالدفع.
كان الجيل الأول من الطائرات النفاثة من النوع النفاث العنفي وكانت تستخدم ضاغط يعمل بمبدأ المركزية الطاردة مثلما في الطائرة هاينكل إتش إي إس 3 ، ثم طور الضاغط ليكون متصلا بمحور مع العنفة الخلفية (كما في يونكرز جومبو 004) بغرض تصغير قطر المحرك والباسنة.
وقد استخدمت لميزة استطاعتها العمل في الارتفاعات الكبيرة وفي السرعات العالية، فهى تطير أعلى بكثير عن الطائرات المروحية التقليدية، بسبب قدرتها على إنتاج نسبة أعلى للضغط وسرعة دفع العادم. ولكنها كانت تستهلك وقودا كثيرا. لذلك فقد تطورت صناعة المحركات النفاثة وتتصدرها في وقتنا الحاضر المحركات العنفية المروحية حيث يجري جزء من الهواء الممتص حول المحرك وحجر احتراقه. هذا يجعل محركات العنفية المروحية أكثر كفاءة من المحركات النفاثة العنفية وخصوصا في السرعات فوق الصوتية.
وقد استخدم محرك نفاث عنفي في أوليمبوس 593 لتشغيل كونكورد. واستخدمت الكونكورد المحرك النفاث العنفي لميزة صغر قطر الباسنة مما يساعد على الوصول إلى سرعات تصل إلى 2 ماخ. وكانت الكونكورد تستهلك وقودا أقل للطيران بسرعة 2 ماخ من طائرات حديثة من نوع العنفية المروحية مثل جنرال إليكتريك سي إف 6 ، التي تطير بسرعة 86و0 ماخ. إلا أن الدينامية الهوائية لتصميم الكونكورد كانت أقل كفاءة عن أي طائرة ركاب تطير بسرعات أقل من سرعة الصوت.

## طريقة العمل

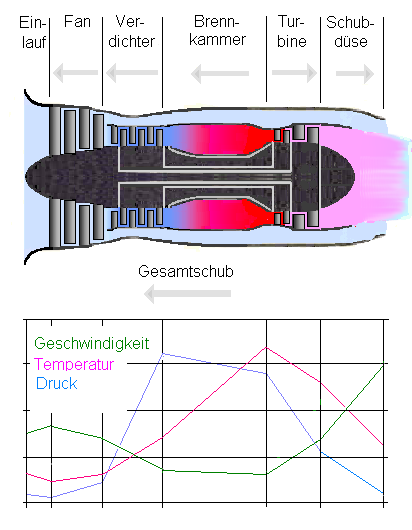
أجزاء السحب والدفع في المحرك النفاث العنفي، ويبين الرسم البياني تغير السرعة (أخضر) ودرجة الحرارة (أحمر) والضغط (أزرق) للمحرك.

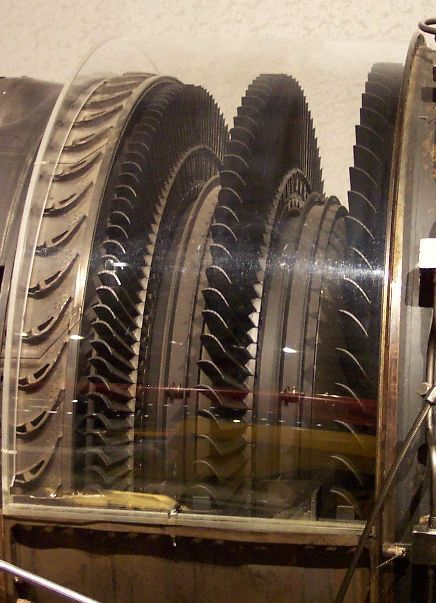
عنفة ذات 3 مراحل Verdichter في محرك GE J79

يمتص المحرك الهواء ويضغط بواسطة ضاغط عنفي لتعلية ضغطه في غرفة الاحتراق حيث يحقن الكيروسين ويخطلت بالهواء المضغوط ويشتعل. يرفع الاشتعال درجة الحرارة ويرتفع ضغط غازات الاشتعال فتزداد سرعة خروجها من النفاثة، مما يدفع الطائرة إلى الأمام . يستهلك جزء من الغاز عالي الضغط قبل خروجه في إدارة عنفة خلفية تعمل على تدوير محور متصل بضاغط الهواء الموجود في مقدمة المحرك ويقوم بمص الهواء. يخرج الغاز المشتعل ذو ضغط ودرجة الحرارة عاليتان من النفاثة ويدفع الطائرة إلى الأمام طبقا لمبدأ رد الفعل. تزود كثير من الطائرات النفاثة الحربية التي تطير بسرعات تفوق سرعة الصوت ب حراق لاحق خلف النة الخلفية فتزيد من سرعة الطائرة.
وفي بعض أنظمة المحركات النفاثة توجد بالإضافة إلى ذلك مروحة أنبوبية أمامية تقوم بزيادة امتصاص الهواء ودفعه إلى المحرك وكذلك حول المحرك العنفي داخل الباسنة ، ويسمى هذا النوع من المحركات محرك عنفي مروحي.
يفوق المحرك النفاث العنفي المحركات التي تعمل بمكابس من جهة الكفاءة العالية وعلى الأخص في الارتفاعات الكبيرة والسرعات العالية وخصوصا بالنسبة إلى الطيران بسرعات فوق سرعة الصوت. ولا يشكل
له امتصاص قطرات ماء مع الهواء أي مشكلة.
لا بد وأن يبدأ المحرك النفاث العنفي ويدور بمعدل أدنى من الدوران لكي يستطيع امتصاص الهواء والعمل، ويتم هذا كهربائيا بواسطة بادئ تشغيل في البداية. وتحتوي معظم الطائرات الحالية على باديئ تشغيل كهربائي مثلما في طائرات بوينغ والإيرباص.
وبعد دوران العنفة الأمامية بالعدد الأدنى لمعدل الدوران يحقن الكيروسين في غرفة الاشتعال ويشتعل بواسطة عدد من شمعات الاشتعال. وبعد اشتعال مخلوط الوقود والهواء المضغوط يرتفع معدل دوران العنفة. عندئذ يمكن إغلاق عمل شمعات الاشتعال ويظل الاشتعال في العمل مستمرا من ذاته . وتبلغ نسبة التحكم في معدل الدوران بين 40 % إلى 95% بحسب ما يكون التشغيل بقدرة منخفضة أو بأقصي قدرة. ويبين منحنى القدرة لمعظم الطائرات العنفية تزايدا لوغاريتميا مع تغير معدل دوران العنفة، فإذا كان معدل الدوران 90% كانت القدرة الناتجة 50% ، وعندما يرتفع معدل الدوران إلى 100% تصل قدرة المحرك إلى 100%.

## الخواص الفيزيائية
لحساب كفاءة المحرك النفاث العنفي يُعتمد على دورة برايتون ، وفيها يشكل تغير درجة الحرارة والضغط أهم خواص العملية. وتتميز العملية باختيار ضغط عال للهواء، ودرجة حرارة عالية T3 للهواء عند مدخل العنفة. ثم يسمح لغاز الاحتراق ليتمدد في نفاثة كبيرة تنخفض درجة حرارته بعد الخروج.
معادلة الدفع والكفاء :
نعتبر أن دفع المحرك يجعل الطائرة تطير بسرعة متساوية وأنها تطير على ارتفاع واحد. كما نفترض أن مقاومة الطائرة للهواء أقل من الدفع في حالة زيادة السرعة أو في حالة تزايد ارتفاع الطيران.
تنطبق معادلة الدفع الآتية عندما يكون ضغط الغاز الخارج مساويا للضغط الجوي الخارجي.
{\displaystyle S={\dot {m}}_{l}(c_{5}-c_{0})}
حيث :
S الدفع بوحدة نيوتن
{\displaystyle {\dot {m}}_{l}} كتلة الهواء الجاري كيلوجرام/ثانية
{\displaystyle c_{5}} سرعة خروج الغاز متر/ثانية
{\displaystyle c_{0}} سرعة الطائرة متر/ثانية
ولكفاءة المحرك {\displaystyle \eta _{v}} تنطبق المعادلة:
{\displaystyle \eta _{v}={\frac {2c_{0}}{c_{0}+c_{5}}}}
نستنتج من هذه المعادلة أنه بالنسبة إلى الطيران المدني يستخدم المحرك نسبة عالية بين المجرى الهوائي خارج المحرك إلى المجرى داخله (أنظر نسبة تحويد الهواء) ، بحيث يخرج من المحرك كتلة غازية كبيرة بسرعة منخفضة، مما يؤدي إلى تحسين الكفاءة بالإضافة إلى خفض الضوضاء الناتجة من المحرك .

## اقرأ أيضا
- محرك نفاث
- محرك عنفي مروحي
- محرك نفاث نبضي
- عنفة غازية
- محرك نفاث
- محرك عمود دوران توربيني
- محرك مروحة عنفية
- صاروخ
- نظام الوقود في الطائرة
- باسنة
- فوهة دافعة

## وصلات خارجية
- رسوم متحركة تشرح كيفية عمل المحرك النفاث